# Vicky Barahona
Vicky Elizabeth Barahona Kunstmann (Santiago, 16 de mayo de 1959) es una médica y política chilena. Se desempeñó como alcaldesa de Renca entre 2000 y 2016.

## Biografía
Nació en 1959, hija del abogado Víctor Barahona Bustos —quien ejerció como fiscal de la Fuerza Aérea y aplicó torturas durante la dictadura— y de Adriana Kunstmann Leiva.
Estudió en el Colegio Nuestra Señora de La Asunción y en el Liceo Amanda Labarca de Vitacura. Posteriormente ingresó a la Facultad de Medicina de la Universidad de Chile, donde se tituló como médica cirujana el 4 de enero de 1983.
Se casó con Patricio Rubilar Ottone, también médico, con quien tuvo cinco hijos. Una de ellos es la médica y política, Karla Rubilar.
Ejerció su profesión en el consultorio central de Renca desde 1985, del cual —tras un breve paso como directora del consultorio Huamachuco en 1988— fue su directora entre 1989 y agosto de 1990, fecha en que asumió la dirección médica de toda la comuna. En 1993 asumió la dirección de los consultorios San Antonio y Dr. Aníbal Ariztía, ambos de Las Condes, en donde se mantuvo hasta 1998.

## Carrera política

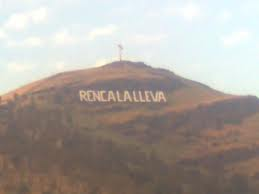
Letrero «Renca la lleva» en el Cerro Renca.

Se incorporó como militante de la Unión Demócrata Independiente (UDI) en 1990, partido del cual fue presidenta comunal en Renca (1994-1996), consejera regional metropolitana (1996-2000) y consejera nacional (desde 2000).
En las elecciones municipales de 1996 fue elegida concejala por Renca. Se repostuló en la elección de 2000, en las que fue elegida alcaldesa de la comuna, siendo la primera mujer en ocupar dicho cargo. Barahona fue reelegida en las elecciones municipales de 2004, 2008 y 2012. Su gestión es recordada por la instalación en noviembre de 2010 de un letrero en el cerro Renca —al estilo del Hollywood Sign— con la frase «Renca la lleva».
Tras cuatro periodos en la alcaldía de Renca, en julio de 2016 decidió no repostularse en las elecciones municipales de octubre de ese año. Cesó en el cargo el 6 de diciembre de 2016. 
Su salida de la alcaldía se vio envuelta en polémicas por una serie de denuncias de mal uso de fondos municipales entre 2010 y 2016.
En 2018 Barahona fue contratada como asesora del gabinete de la Subsecretaría de Redes Asistenciales cuando su hija, Karla Rubilar, era ministra del gobierno de Sebastián Piñera.

## Historial electoral

### Elecciones municipales de 2004
- Elecciones municipales de 2004, candidata a la alcaldía de Renca[7]

| Candidato                | Pacto                          | Partido | Votos  | %     | Resultado |
| ------------------------ | ------------------------------ | ------- | ------ | ----- | --------- |
| Vicky Barahona Kunstmann | Alianza                        | UDI     | 33.061 | 61,58 | Alcaldesa |
| Diego Méndez Amor        | Concertación por la Democracia | PDC     | 16.877 | 31,44 |           |
| Tamara Homel Navarro     | Juntos Podemos                 | PCCh    | 3.747  | 6,98  |           |

### Elecciones municipales de 2008
- Elecciones municipales de 2008, candidata a la alcaldía de Renca[8]

| Candidato                | Pacto                    | Partido | Votos  | %     | Resultado |
| ------------------------ | ------------------------ | ------- | ------ | ----- | --------- |
| Vicky Barahona Kunstmann | Alianza                  | UDI     | 31.913 | 64,62 | Alcaldesa |
| Claudio Sule Fernández   | Concertación Progresista | PRSD    | 13.813 | 27,97 |           |
| Octavio González Ojeda   | Juntos Podemos Más       | PH      | 3.662  | 7,41  |           |

### Elecciones municipales de 2012
- Elecciones municipales de 2012, candidata a la alcaldía de Renca[9]

| Candidato                | Pacto                    | Partido | Votos  | %     | Resultado |
| ------------------------ | ------------------------ | ------- | ------ | ----- | --------- |
| Vicky Barahona Kunstmann | Coalición                | UDI     | 21.618 | 52,36 | Alcaldesa |
| Cristián Bowen Garfias   | Concertación Democrática | PDC     | 16.581 | 40,16 |           |
| Oscar Yévenes Muñoz      | El Cambio por Ti         | PRO     | 2.084  | 5,04  |           |
| Jorge Rosales Vargas     | Igualdad para Chile      | IGUAL   | 1.001  | 2,42  |           |